# Pogogul Airport
Pogogul Airport (indonesiska: Lapangan Terbang Pogogul) är en flygplats i Indonesien.   Den ligger i provinsen Sulawesi Tengah, i den norra delen av landet, 1 800 km nordost om huvudstaden Jakarta. Pogogul Airport ligger 6 meter över havet.
Terrängen runt Pogogul Airport är varierad.Runt Pogogul Airport är det ganska glesbefolkat, med 48 invånare per kvadratkilometer. I omgivningarna runt Pogogul Airport växer i huvudsak städsegrön lövskog.